# Fisheries and Oceans Canada
Fisheries and Oceans Canada (DFO, englisch) bzw. wegen der staatlichen kanadischen Zweisprachigkeit gleichberechtigt auch Pêches et Océans Canada (ECCC, französisch) ist das nationale Ministerium das für die Umsetzung der wirtschaftlichen, ökologischen und wissenschaftlichen Interessen Kanadas in den Ozeanen und Binnengewässern verantwortlich ist. Die Behörde hat ihren Hauptsitz in der Hauptstadt Ottawa.
Die Behörde untersteht der Aufsicht des Minister of Fisheries, Oceans and the Canadian Coast Guard („Minister für Fischerei, Ozeane und die Kanadische Küstenwache“). Im 29. Kanadischen Kabinett von Premierminister Justin Trudeau hat diesen Posten seit dem 23. Juli 2023 Diane Lebouthillier inne, die Joyce Murray nach einer rund zweijährigen Amtszeit ablöste.

## Geschichte
Das heutige Ministerium wurde am 1. Juli 1867 gegründet, obwohl es erst am 22. Mai 1868 gesetzgebende Befugnis erhielt. Es entstand durch die Zusammenführung von bis dahin eigenständigen Behörden.
1935 wurden Teile der Abteilung für Seefahrt aus dem Ministeriumsbereich herausgelöst bzw. in andere Abteilungen verlagert und die herausgelösten Anteile zusammen mit anderen Teilen anderer Ministerien zum Vorläufer der heutigen Transport Canada verschmolzen.
Im Rahmen einer Kabinettsumbildung von Justin Trudeau im Juli 2023 wurde das bisher als Department of Fisheries and Oceans bezeichnete Ministerium in Fisheries and Oceans Canada umbenannt.

### Historische Bezeichnungen des Ministeriums
- 1867–1884 Ministerium für Seefahrt und Fischerei (Department of Marine and Fisheries)
- 1884–1892 Fischereiministerium (Department of Fisheries)
- 1892–1914 Seefahrts- und Fischereiministerium (Department of Marine and Fisheries)
- 1914–1920 Ministerium für Marinedienste (Department of Naval Services)
- 1920–1930 Ministerium für Seefahrt und Fischerei (Department of Marine and Fisheries)
- 1930–1969 Ministerium für Fischerei (Department of Fisheries)
- 1930–1935 Ministerium für Seefahrt (Department of Marine)
- 1969–1971 Ministerium für Fischerei und Forstwirtschaft (Department of Fisheries and Forestry)
- 1971–1976 Umweltministerium (Department of the Environment)
- 1976–1979 Ministerium für Fischerei und Umwelt (Department of Fisheries and the Environment)
- 1979–2023 Ministerium für Fischerei und Ozeane (Department of Fisheries and Oceans)

## Organisation
An der Spitze des Ministeriums steht der „Minister für Fischerei, Ozeane und die Kanadische Küstenwache“. Dieser wird in seiner Aufgabenwahrnehmung durch einen stellvertretenden Minister unterstützt. Unterhalb dessen wird das Ministerium in zwei Bereiche gegliedert, die Bereiche sind:
- Fisheries and Oceans und
- Canadian Coast Guard

### Fisheries and Oceans
Der Bereich Fisheries and Oceans untersteht einen „Associate Deputy Minister“, der in seiner Arbeit unter anderem durch mehrere Assistant Deputy Minister und Regional Director Generals unterstützt wird.
Während die Assistant Deputy Minister für bestimmte Aufgabenbereiche (unter anderem Strategie, Ökosysteme und Ozeanwissenschaften, Fischerei und Hafenmanagement, Digitales, Personal, Recht und Finanzen) zuständig sind, sind die Regional Director Generals für die sieben räumlichen Gebiete (Arctic, Gulf, Maritimes, Newfoundland and Labrador, Ontario and Prairie, Pacificund Quebec) zuständig.
Diesem Bereich ist ebenfalls der Canadian Hydrographic Service sowie das Maurice Lamontagne Institut, ein meereskundliches Forschungsinstitut, unterstellt.

### Canadian Coast Guard
Der Bereich Canadian Coast Guard (CCG) untersteht dem „Commissioner of the Canadian Coast Guard“, der in seiner Arbeit durch mehrere Deputy Commissioners, Assistant Commissioners und Director Generals unterstützt wird.
Während die Deputy Commissioners und Director Generals für bestimmte Aufgabenbereiche (CCG Programs, Shipbuilding and Material, Operational Personal und Planning, Engagement and Priorities) zuständig sind, sind die Assistant Commissioners für die vier räumlichen Gebiete (Arctic, Atlantic, Central und Western) zuständig.